# Cosme i Damià, màrtirs
Cosme i Damià (grec antic: Κοσμάς και Δαμιανός, Kosmás kai Damianós), els Sants Metges (Aràbia?, segle iii - Cir o Aegea de Síria (Cilícia), actual Ayas (Turquia), 303), foren dos famosos metges, germans, que moriren màrtirs en les persecucions de Dioclecià. Són venerats com a sants tant a l'església catòlica com a l'ortodoxa.

## Vida i llegenda
Les fonts recullen diverses tradicions diferents, que els fa asiàtics (tradició de Constantinoble, estesa a l'Església ortodoxa), romans (tradició siríaca) o àrabs (tradició romana, estesa a occident). Totes tres tradicions coincideixen que eren germans bessons i metges, i que van fer guariments poc menys que miraculosos.
La tradició occidental els fa nascuts a Aràbia, al si d'una família rica. El seu pare es convertí al cristianisme i morí en una persecució a Cilícia, mentre que la mare, Teodota, també cristiana, els va educar. Van aprendre medicina a Síria i la van exercir al port d'Aegea de Síria (Cilícia, actual Ayas, Turquia), al golf d'Alexandreta. Molt pietosos, no cobraven els seus serveis, per la qual cosa eren anomenats amb el terme grec Anàrgiroi ("sense diners"); aplicaven així la dita evangèlica: "El que veu rebre de gràcia, doneu-lo de gràcia".
Durant la persecució dels cristians de Dioclecià (284-305) foren detinguts pel prefecte Lísies de Cilícia i, en no voler abjurar del cristianisme, foren martiritzats. Les passiones parlen de "cinc cops martiritzats"; segons les fonts foren lapidats, però les pedres retornaven contra els botxins, o fuetejats, crucificats i assagetejats (també les sagetes es giraren contra els soldats), o llençats al mar amb una pedra al coll, aconseguint surar-ne i, finalment, cremats en un forn. La tradició més coneguda fa que, finalment, foren decapitats, juntament amb els seus deixebles: Àntim, Lleonci i Euprepi, a Cir, prop d'Antioquia de Síria.

### Miracles
El seu miracle més conegut és el que van fer quan un malalt tenia la cama gangrenada: la van tallar i la van substituir miraculosament per la d'un negre que havia mort poc abans, quedant el pacient completament guarit.
Només una vegada van acceptar una recompensa: tres ous que va donar la pagesa Pal·làdia a Damià, per haver-la guarit. Cosme, segons una llegenda, en fou tan decebut que els hagués acceptat que va dir que volia ésser sebollit lluny del seu germà. Quan en recolliren els cossos després del martiri, volgueren respectar la voluntat de Cosme i enterrar-los separats, però un camell ho impedí: miraculosament, va parlar i va dir que Damià només havia acceptat els ous mogut per l'esperit de caritat i per evitar que la dona se sentís humiliada en refusar-ne el do. Llavors, foren enterrats un a la vora de l'altre.

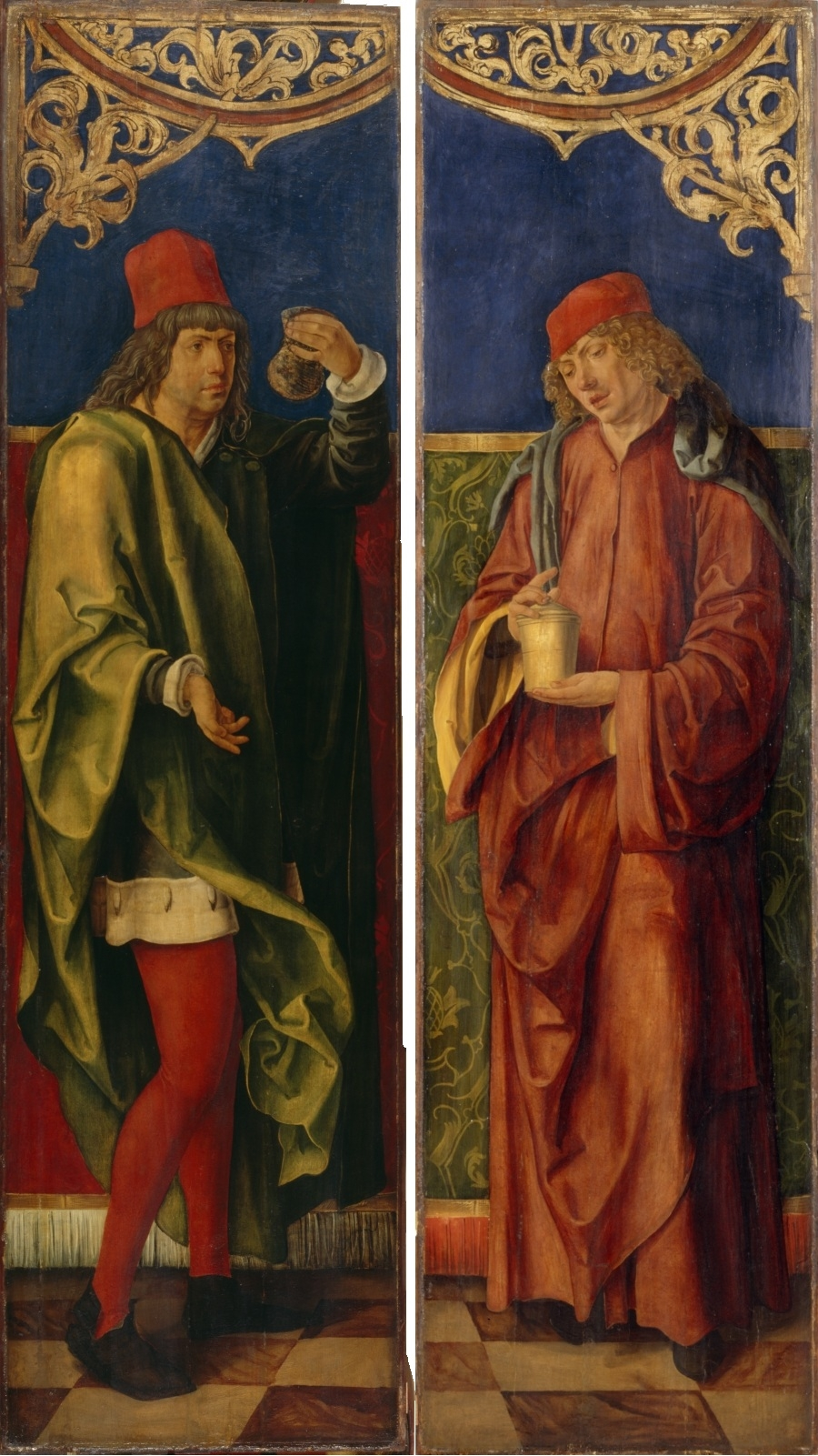
Pintura d'Albrecht Dürer, 1505 (Nuremberg, Germanisches Nationalmuseum)
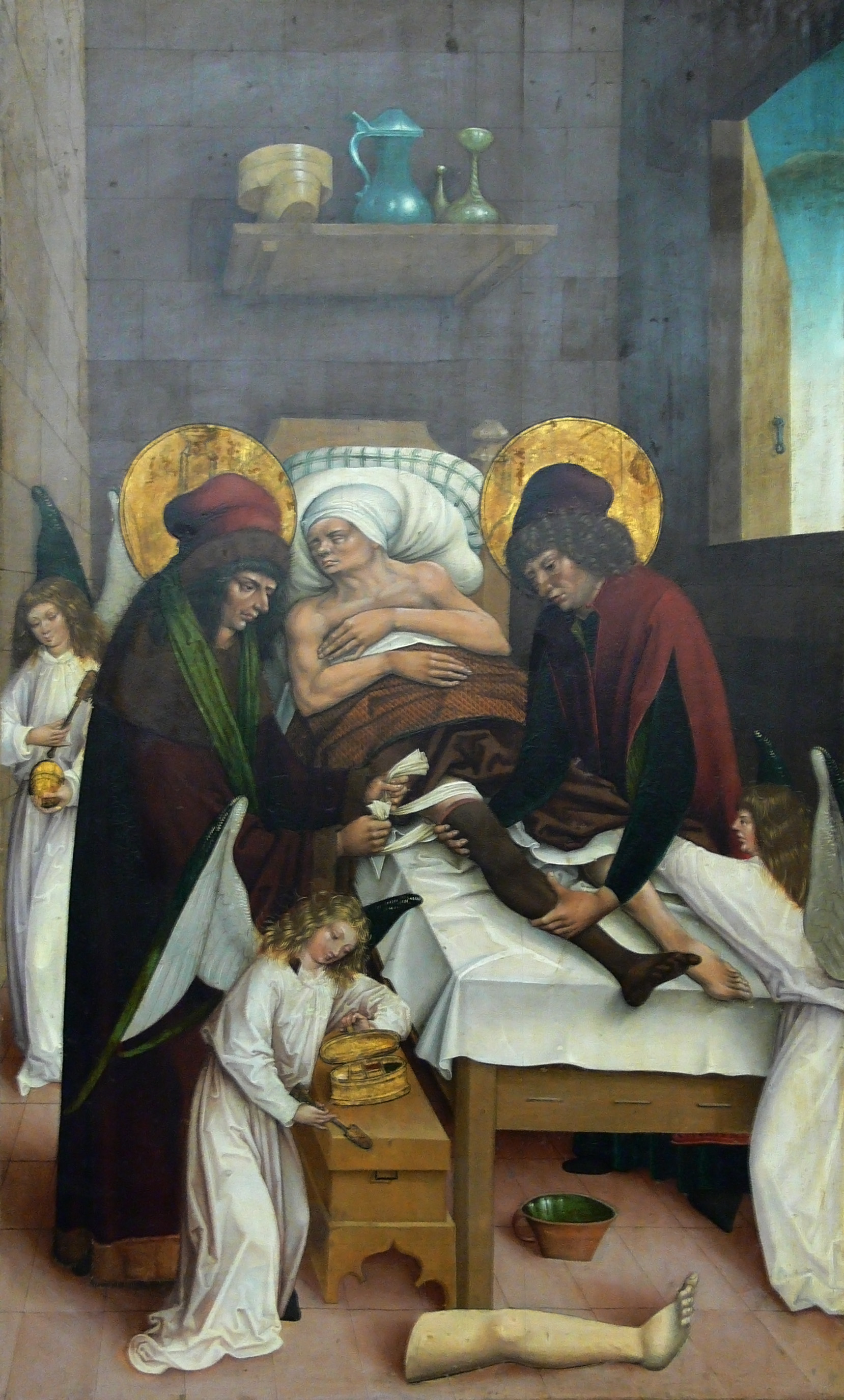
Miracle dels sants, pintura anònima del s. XVI (Stuttgart, Württembergisches Landesmuseum)
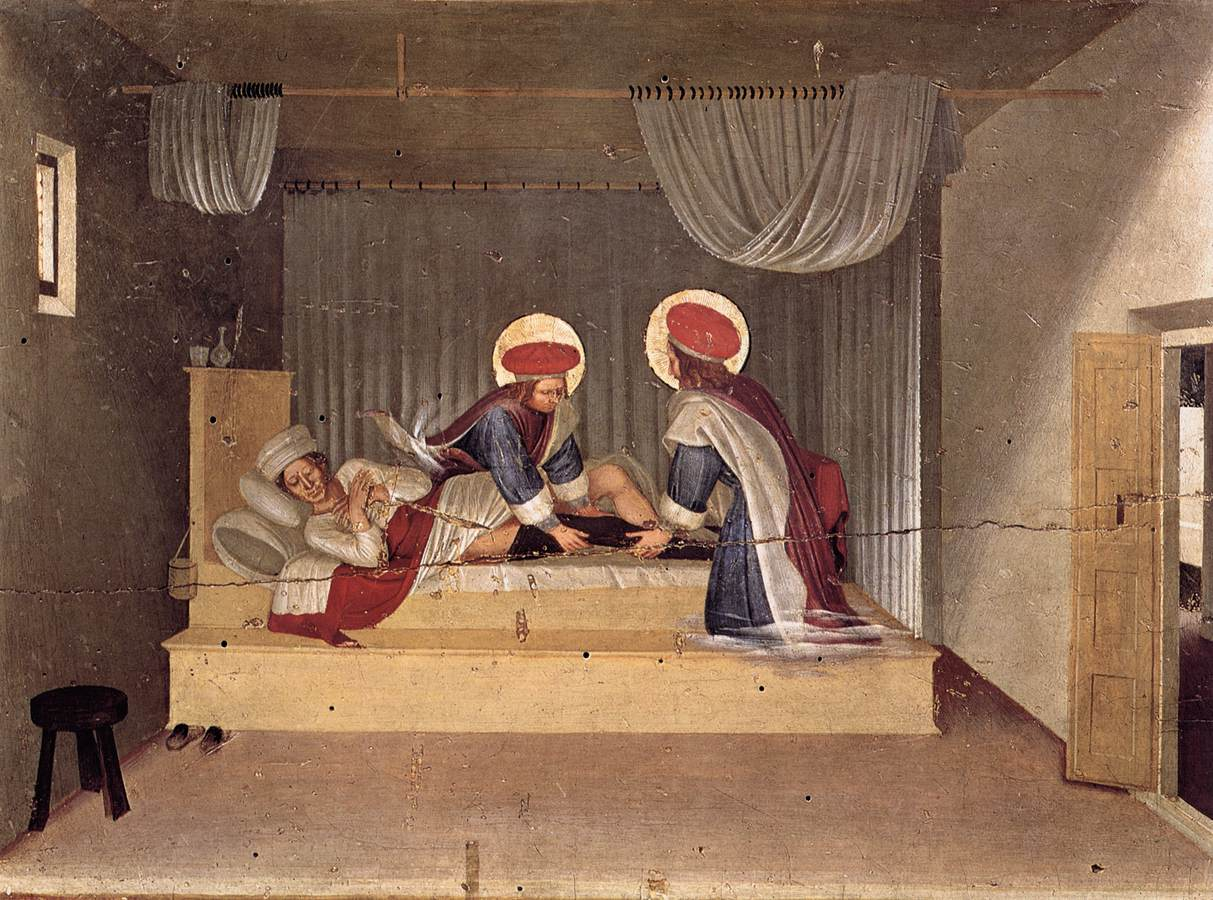
Pintura de Fra Angelico, ca. 1440, amb el miracle dels sants (Florència, Museo di S. Marco)
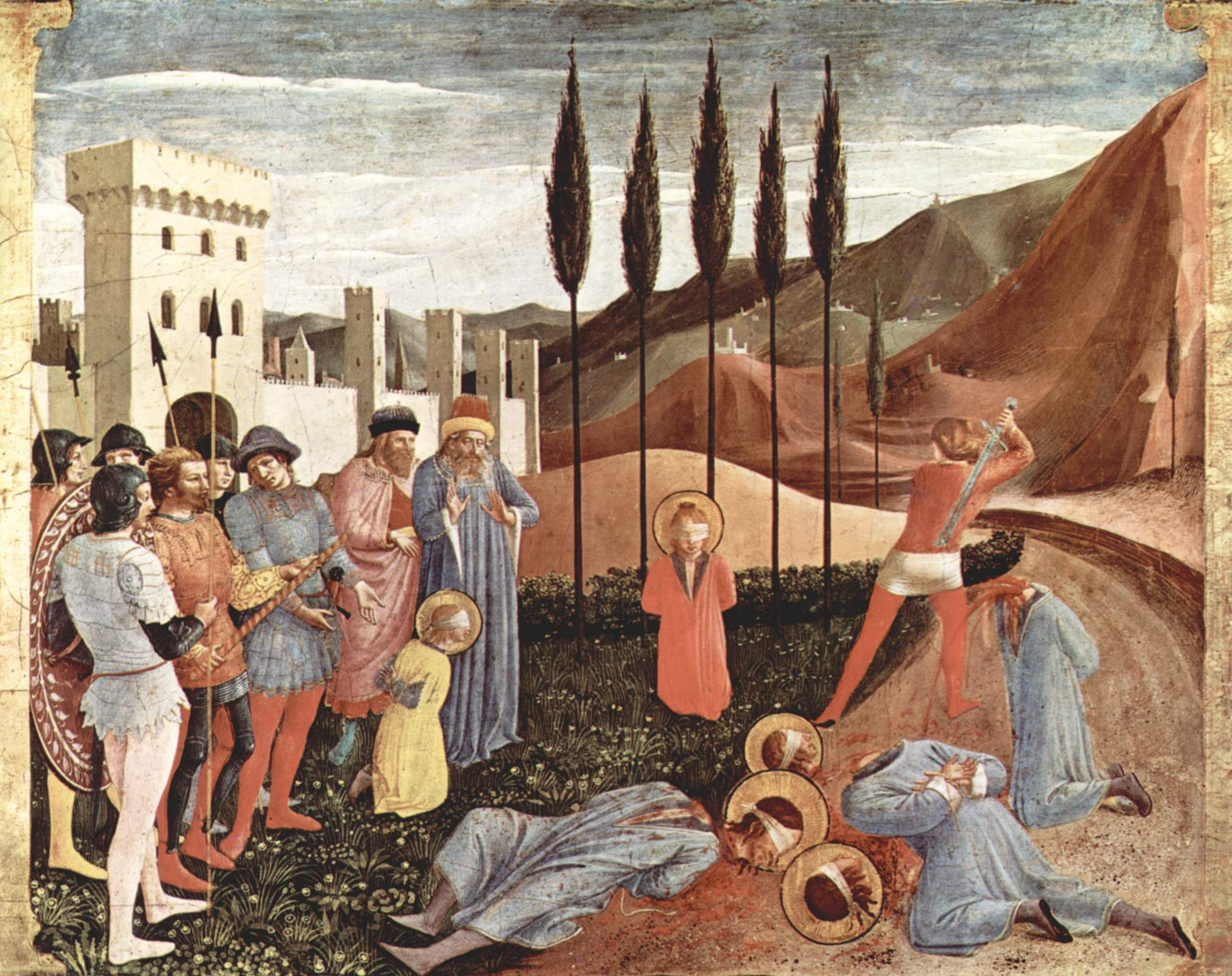
Martiri dels sants, per Fra Angelico, també del retaule de S. Marc (Florència, S. Marco)

## Veneració
El culte fou immediat a la seva mort, i eren invocats com a taumaturgs. El bisbe Teodoret de Cir, abans del 450 parla ja del repartiment de les seves relíquies, enviades a nombroses esglésies de Jerusalem, Egipte i Mesopotàmia. Justinià I els dedicà una església a Constantinoble que esdevingué meta de pelegrinatge. A Roma Fèlix IV (526-530) edificà, al lloc de l'antic Templum Romuli i la Bibliotheca Pacis, la basílica dels Sants Cosme i Damià.
Les diferents tradicions primitives marcaven dies diferents com a festa litúrgica dels sants: 1 de novembre (tradició ortodoxa), 1 de juliol (siríaca) i 17 d'octubre (occidental). Avui es commemora el 26 de setembre tant per l'església romana com per la grega.
Se'ls coneix com a Sants Metges perquè guaarien tant homes com animals. Tots els oficis que exercien la medicina tenien Sant Cosme i Sant Damià per patrons i advocats. Antigament, el dia d'aquests sants, a Catalunya els metges no visitaven cap malalt, ja que hi havia la creença que els sants patrons vetllaven per ells i els protegien. Una recepta mèdica que se li atribueix fou preservada per Arnaldus Villanovanus. També es conserven algunes homilies en grec escrites per ell o escrites en honor seu.
Els sants metges eren patrons de la família Mèdici de Florència, per la qual cosa són molt presents en obres d'art florentines de l'època.

### Relíquies
Els suposats cranis dels sants es portaren a Roma al segle x, i d'aquí a la catedral de Bremen: el 1581 Maria, filla de Carles I d'Espanya, els donà a l'església del convent de les Descalzas Reales de Madrid, on són dipositats. Altres cranis, però, es conserven també a la Sankt-Michaelskirche de Múnic, on arribaren al segle xv, i a la Catedral de Viena.
A la Basílica dels Sants Metges de Bitonto (Itàlia) hi ha la relíquia de les mans dels sants, testimoniada des del 1572; el culte a la ciutat, però, consta des del segle xiv.

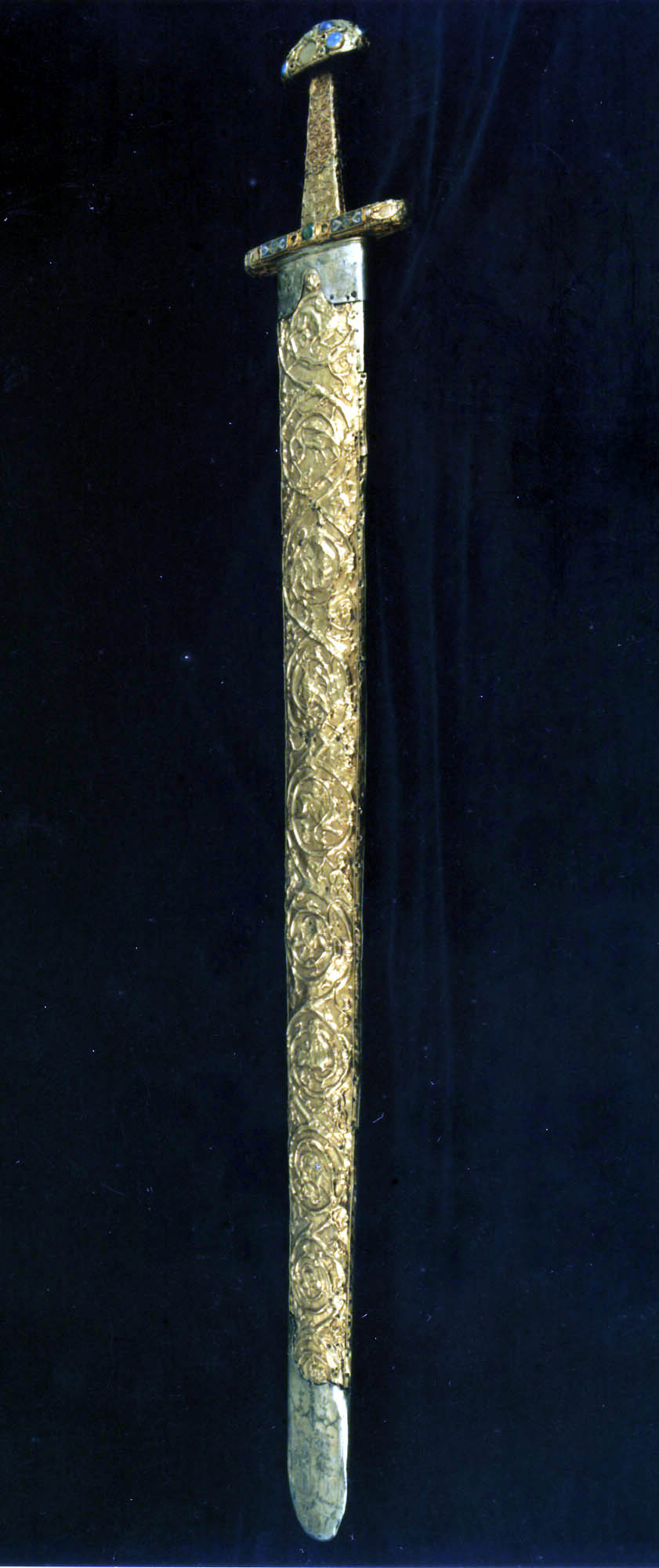
L'anomenada Espasa dels sants Cosme i Damià a la catedral d'Essen, que, segons la tradició va servir per a decapitar els sants
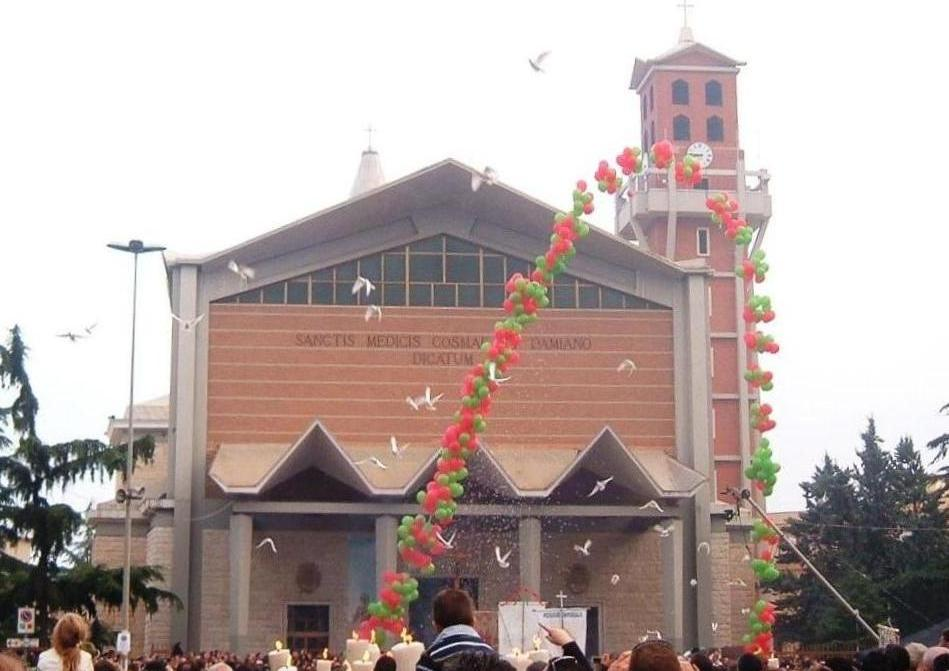
Basílica dels Sants Metges a Bitonto, on se'n conserven les mans
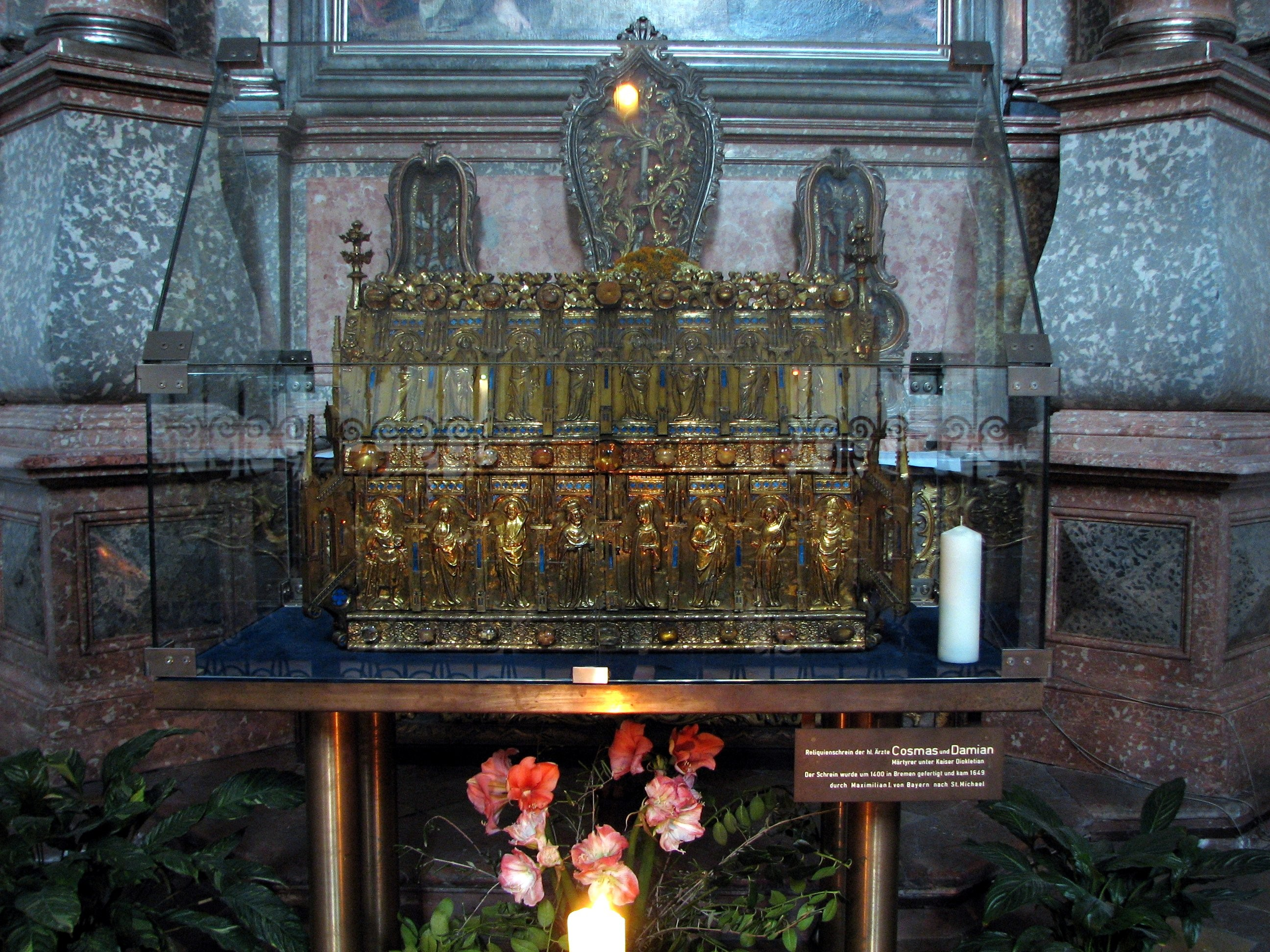
Reliquiari dels caps dels sants, a la Michaelskirche de Múnic, procedent de Bremen
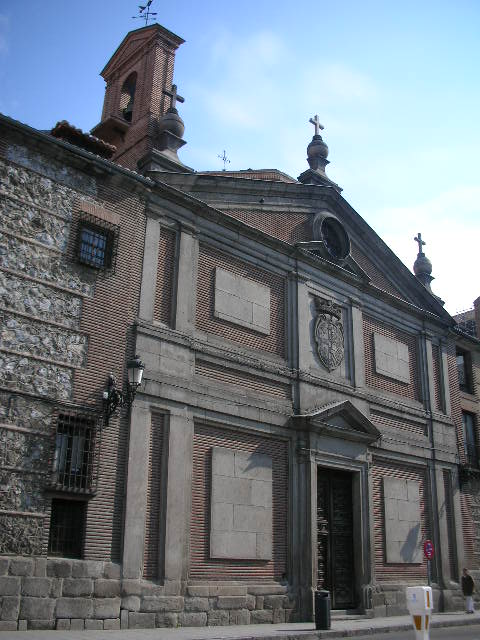
Església del convent de les Descalzas Reales de Madrid, amb un altre reliquiari dels caps dels sants

## Els sants a l'Ortodòxia

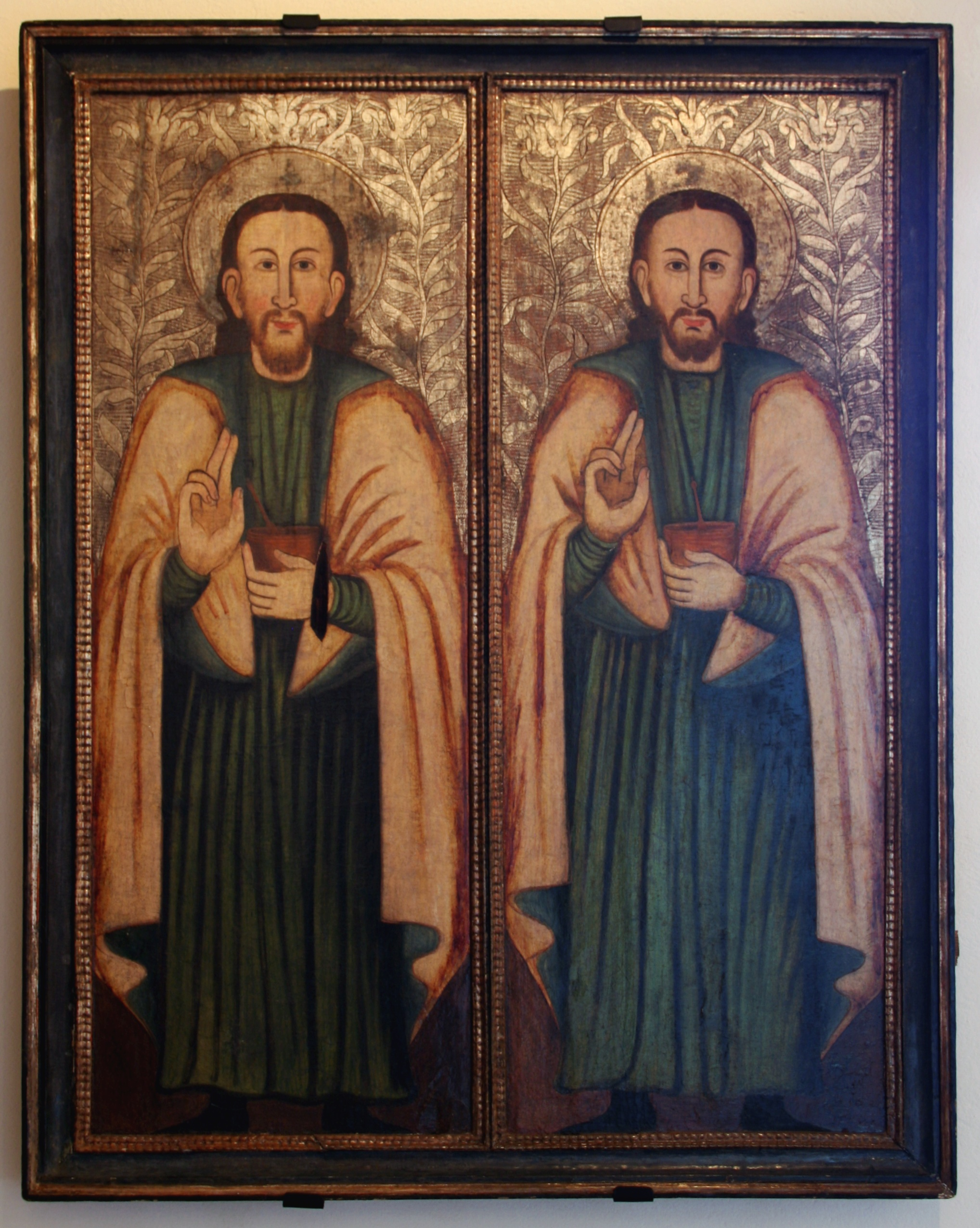
Icona oriental del s. XVII (Sanok, Polònia, Museu d'Història).

A les esglésies ortodoxes i orientals, els sants Cosme i Damià són venerats com a Sants Metges Sense Diners (ἀνάργυροι, anargyroi,), com altres metges sants de l'Ortodòxia que sanaven sense voler cobrar res. Tots ells són venerats junts el primer diumenge de novembre, en la festa de la Synaxis dels Metges Anargyori.
Els ortodoxos distingeixen tres parelles de sants amb el mateix nom i la mateixa llegenda, diferenciant-ne el lloc d'origen o mort i el de la festa, producte de diferents tradicions hagiogràfiques a partir de la mateixa història real:
- Cosme i Damià de Cilícia o Aràbia, celebrat el 17 d'octubre. Els germans foren apallissats i decapitats amb Àntim, Lleonci i Eutropi.
- Cosme i Damià d'Àsia Menor o Mesopotàmia, l'1 de novembre: bessons, fills de Santa Teodota, moriren pacíficament, sense martiri i foren enterrats a Thereman (Mesopotàmia).
- Cosme i Damià de Roma, l'1 de juliol: germans martiritzat a la rodalia de Roma, acusats per un metge pagà gelòs del seu èxit durant el regnat de Carí (283-284).

### Iconografia
- Predel·la del retaule de l'església de Santpedor, atribuït al Mestre de Rubió (s. XIV, Museu Episcopal de Vic)
- Retaule de Sant Cosme i Sant Damià, de Miquel Nadal (1453-55, Catedral de Barcelona)
- Predel·la del retaule dels sants Abdó i Senén, de Jaume Huguet (1460, església de Sant Pere de Terrassa)
- Sant Damià, de Bartolomé Bermejo c. 1490 (Lisboa, Museu Nacional d'Art Antic)
- Retaule dels metges, taula de retaule que representa els anomenats "sants metges" segons la tradició antiga i medieval, Sant Cosme i Sant Damià. Autoria desconeguda, obra del segle xvi. Es tracta d'una pintura al Tremp sobre fusta que es troba al Museu d'Història de Girona.
- Armari de la farmàcia Pallarès de Solsona, s. XVII (Museu Diocesà i Comarcal de Solsona)
- Martiri dels sants Cosme i Damiá, talla policromada de Jeroni Maimó i Miquel Vidal, procedent de l'església del Carme de Manresa, s. XVII (Museu del Barroc de Catalunya)

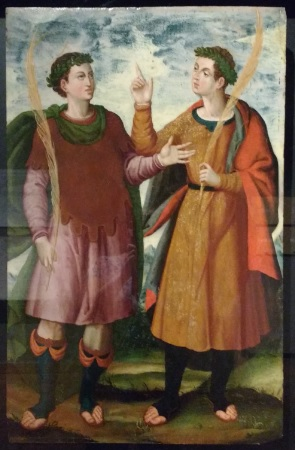
Retaule dels "sants metges"